# San Pedro Perulapán
San Pedro Perulapán é um município do departamento de Cuscatlán, em El Salvador. Sua população estimada em 2007 era de 44 730 habitantes.